# Estância Roque
Estância Roque (crioll capverdià Stansía Roki) és una vila a l'est de l'illa de Fogo a l'arxipèlag de Cap Verd. Està situada 19 kilòmetres a l'est de São Filipe i 3 kilòmetres a l'est de Cova Figueira.